# Carolinaia nigra
Carolinaia nigra är en insektsart. Carolinaia nigra ingår i släktet Carolinaia och familjen långrörsbladlöss. Inga underarter finns listade i Catalogue of Life.